# Feldkirchen (München járás)
Feldkirchen település Németországban, azon belül Bajorországban. Lakosainak száma 7689 fő (2023. december 31.). Feldkirchen Aschheim, Kirchheim bei München, München, Haar és Vaterstetten községekkel határos.

## Népesség
A település népessége az elmúlt években az alábbi módon változott:
| Lakosok száma | 408  | 2400 | 3915 | 3345 | 6940 | 7073 | 7241 | 7435 | 7539 | 7689 |
|               | 1875 | 1950 | 1975 | 1987 | 2012 | 2014 | 2016 | 2017 | 2021 | 2023 |